# Đỗ Anh Hàn
Đỗ Anh Hàn (Hán tự: 杜英翰; ? – 791), là thủ lĩnh Giao Châu quê ở làng Đường Lâm, Phong Châu thuộc An Nam đô hộ phủ, cùng với Phùng Hưng khởi binh chống lại nhà Đường trong thời kỳ Bắc thuộc lần thứ ba vào cuối thế kỷ 8. Lúc bấy giờ, quan đô hộ Cao Chính Bình cho tăng gấp đôi thuế khiến dân chúng địa phương bất mãn. Đỗ Anh Hàn ngầm bày mưu kế cho Phùng Hưng đem quân đến vây phủ khiến Cao Chính Bình lo sợ mà chết. Phùng Hưng tiến quân vào trong phủ trị vì được ít lâu thì mất. Dân chúng bèn lập con Hưng là Phùng An lên làm đô phủ quân rồi tôn Hưng là Bố Cái đại vương. Triều đình nhà Đường về sau đem quân qua chiếm lại khu vực này vào năm 791 và giết chết Đỗ Anh Hàn.